# Grintovec
Grintovec ili Grintavec je najviši vrh Kamniško-Savinjskih Alpi u Sloveniji visok je 2558 metara.
Sjeveroistočno od Grintovca izvire rijeka Kokra, a južno Kamniška Bistrica pritoke Save. Na vrh se prvi uspeo talijan Giovanni Antonio Scopoli 1759. godine.

## Vanjske poveznice
- Grintovec na Hribi.net